# Diner negre
El diner negre (o diner B) és aquell diner que no ha estat declarat a la hisenda pública.
El diner negre pot ser de dos tipus:
- Diner negre pròpiament dit: És aquell que procedeix d'activitats il·legals (tràfic de drogues, prostitució, contraban, etc.). No pot ser declarat directament a Hisenda perquè suposaria una confessió d'un delicte.
- Diner negre en sentit ample (també denominat de vegades diner brut): És aquell que no ha estat declarat a Hisenda pel motiu que sigui. Normalment, el motiu és simplement l'evasió d'impostos.

Com a producte de l'evasió d'impostos, el diner negre pot suposar un problema per al seu propietari, perquè és un indici clar d'un possible delicte tributari, i ha d'intentar ocultar a Hisenda la seva existència (evitant, per exemple, les entitats bancàries i gastant-lo en béns que no deixin rastre fiscal).
Com a producte d'activitats il·legals, el diner negre pot ser un indici d'aquestes activitats (la persona té una riquesa que no pot explicar). En aquests casos, al procediment mitjançant el qual el diner negre es fa passar per diner obtingut legalment se l'anomena blanqueig de capitals, i el seu objectiu és fer que aquest diner tributi i figuri oficialment com a procedent d'una activitat lícita.